# Journal für die reine und angewandte Mathematik
Het Journal für die reine und angewandte Mathematik, kortweg Crelle's Journal, is een van de meest gerenommeerde wetenschappelijke tijdschriften op het gebied van de wiskunde. Het blad werd in 1826 in Berlijn gesticht en is daarmee een van de oudste vandaag (2008) nog bestaande vaktijdschriften op het gebied van de wiskunde.

## Geschiedenis
August Leopold Crelle had het tijdschrift als een reeks van kwartaaluitgaves ("Hefte") gepland, waarvan er steeds vier in een "band" samengevoegd moesten worden. De werkelijk frequentie waarin het blad werd uitgegeven lag echter al vanaf 1830 hoger, reeds in 1887 verscheen de honderdste "band", terwijl de tweehonderdste in 1958 verscheen. In het midden van de jaren 1960 werd de opdeling in "Hefte" opgegeven. De banden verschenen nu elk kwartaal, vanaf de jaren 1980 zelfs maandelijks. De eerste band werd door de uitgeverij Duncker & Humblot in Berlijn uitgegeven, de volgende eveneens in in Berlijn door Georg Reimer Verlag. Eind 1918 stapte men over naar Verlag Walter de Gruyter.
Oorspronkelijk had Crelle een breed scala van onderwerpen in gedachten. Hij schrijft in zijn voorwoord bij de eerste band:
Tot de reikwijdte van de artikelen moeten behoren:
1. De zuivere wiskunde, dus analyse, de meetkunde en de theorie van de mechanica in al haar gebieden.
2. Toepassingen van de wiskunde van allerlei aard, bijvoorbeeld de theorie van het licht (optica, Catoptrik, Dioptrik), de warmteleer, de geluidstheorie, de kansrekening et cetera; verder ook de hydraulica, fysische geografie, geodesie et cetera. De astronomie moet niet uitgesloten worden, maar is geen hoofdonderwerp, omdat er voor deze wetenschap al een tijdschrift bestaat.

Al snel werd er echter op wiskundige onderwerpen gefocust. Hoewel publicaties op het gebied van de natuurkunde in de 19de eeuw nog een vaste plek hadden - er verschenen onder andere bijdragen van Georg Simon Ohm, Ludwig Boltzmann en Hermann von Helmholtz - werd rond 1900 besloten om alleen nog wiskundige artikelen te publiceren.

### Hoofdredactie
Na Crelles dood in 1855 werd de hoofdredactie van het Journal tot het einde van de jaren zeventig van de twintigste eeuw gevoerd door een reeks van vooraanstaande professoren van de universiteit van Berlijn uitgegeven. Sinds 1977/79 ligt de hoofdredactierol bij een internationaal gremium, waar tussen de zes en de acht gerenommeerde wiskundigen in zitten.
| hoofdredacteur (tot 1979) | periode     |
| ------------------------- | ----------- |
| August Leopold Crelle     | 1826 - 1855 |
| Karl Wilhelm Borchardt    | 1856 - 1880 |
| Karl Weierstraß           | 1881 - 1888 |
| Leopold Kronecker         | 1881 - 1891 |
| Lazarus Fuchs             | 1892 - 1902 |
| Kurt Hensel               | 1903 - 1936 |
| Ludwig Schlesinger        | 1929 - 1933 |
| Helmut Hasse              | 1929 - 1979 |
| Hans Rohrbach             | 1952 - 1977 |

### Bijdragen (selectie)
- Niels Henrik Abel: Untersuchungen über die Reihe {\displaystyle 1+{\frac {m}{1}}\cdot x+{\frac {m\cdot (m-1)}{1\cdot 2}}\cdot x^{2}\dots }, Bd. 1 (1826), p. 311-339
- Ernst Eduard Kummer: Allgemeiner Beweis des Fermatschen Satzes, daß die Gleichung {\displaystyle x^{\lambda }+y^{\lambda }=z^{\lambda }} durch ganze Zahlen unlösbar ist, für alle diejenigen Potenz-Exponenten {\displaystyle \lambda }, welche ungerade Primzahlen sind und in den Zählern der ersten ½ {\displaystyle (\lambda -3)} Bernoullischen Zahlen als Factoren nicht vorkommen Bd. 40 (1850), p. 130-138 (zie ook: laatste stelling van Fermat)
- Karl Weierstraß: Zur Theorie der Abelschen Functionen, Bd. 47 (1854), p. 289-306
- Georg Cantor: Ueber eine Eigenschaft des Inbegriffs aller reellen algebraischen Zahlen, Bd. 77 (1874), p. 258-262 (Cantors eerste overaftelbaarheidsbewijs)
- Joseph Liouville: Leçons sur les fonctions doublement périodiques, Bd. 88 (1879), p. 277-310
- John von Neumann: Eine Axiomatisierung der Mengenlehre, Bd. 154 (1925), p. 219-240
- Hans Hahn: Über lineare Gleichungssysteme in linearen Räumen, Bd. 157 (1927), p. 214-229 (oorspronkelijke versie van de stelling van Hahn-Banach)
- Richard Brauer, Helmut Hasse, Emmy Noether: Beweis eines Hauptsatzes in der Theorie der Algebren, Bd. 167 (1932), p. 399-404